# ابوهلال عسکری
ابو هلال عسکری لقب حسن بن عبدالله بن سهل بن سعید بن یحیی بن مهران عسکری می‌باشد.
او متولد سال۹۲۰ میلادی و متوفی در سال۱۰۰۵ میلادی است. و لقب عسکری برگرفته از نام شهر تولد او (عسکر یا لشکر) است.
وی از شاگردان ابو احمد عسکری بود.
او دارای تالیفات بسیار در زمینهٔ علم لغت و شعر است.

## تالیفات
- دیوان شعر
- معجم الفروق اللغویة = الفروق اللغویة بترتیب وزیادة
- الحث علی طلب العلم والاجتهاد فی جمعه
- جمهرة الأمثال
- دیوان المعانی
- الفروق اللغویة للعسکری
- الأوائل للعسکری
- الصناعتین: الکتابة والشعر
- التلخیص فی معرفة أسماء الأشیاء
- الوجوه والنظائر لأبی هلال العسکری - معتزلی[۲]

## گزینه‌ای از قصاید ابوهلال
- أَلا إِنَّ أَسبابَ الصَفاءِ تَصَرَّمَت
- کَم قَد مَنَحتُکَ حُبّاً
- عِندَنا طیبٌ وَرَیحا
- أَصبَحَت أَوجُهُ القُبورِ وَضاءَ
- لَبِسَ الماءُ وَالهَواءُ صَفاءَ
- لَنا سَیِّدٌ واحِدٌ ماجِدٌ
- راحٌ إِذا ما اللَیلُ مَدَّ رُواقَهُ
- وَبَرَکَةٍ مُترَعَةَ الأَرجاءِ
- لَیلٍ کَفَرعِ الخودِ تَخلُفُهُ ضُحیً
- إِلی کَم تَستَمِرُّ عَلی الجَفاءِ
- فیها مُؤانِسَةٌ لَنا وَحشِیَّةٌ
- لَیسَ حَدُّ الحُسامِ أَکفی وَأَغنی
- باکَرَنا الدَهرُ بِسَرّائِهِ
- تَذکُرُ إِذ أَنتَ قَضیبٌ رَطیب
- جَنَیتُها وَالصُبحُ وَردِیُّ العَذَب
- بِرُکوبِ المُقَبَّحاتِ جِهاراً

## نمونه‌ای از شعر او
جلوسی فی سوق أبیع وأشتری… دلیل علی أن الأنام قرود
ولا خیر فی قوم تذل کرامهم… ویعظم فیهم نذلهم ویسود
ویهجوهم عنی رثاثة کسوتی… هجاءا قبیحا ما علیه مزید